# Сержпинский, Владимир Валерьянович
Владимир Валерьянович Сержпинский (1919 — 18.01.1945) — командир отделения 92-й отдельной гвардейской разведывательной роты, гвардии сержант — на момент представления к награждению орденом Славы.

## Биография
Родился в 1919 году в городе Ростов-на-Дону. Окончил 7 классов. Жил в Урджарском районе Семипалатинской, Восточно-Казахстанской области.
В ноябре 1941 года был призван в Красную Армию Урджарским райвоенкоматом. С этого же времени на фронте. К 1944 году имел 6 легких и одно тяжелое ранение. В январе 1944 года, после очередного ранения и выздоровления, прибыл в 92-ю отдельную гвардейскую разведывательную роту 90-й гвардейской стрелковой дивизии. Отличился в мартовских боях, в одном из разведвыходов был ранен, награждён медалью «За боевые заслуги». После госпиталя вернулся в свою часть. Член ВКП/КПСС с 1944 года.
В ночь на 3 июля 1944 года под городом Полоцк года гвардии младший сержант Сержпинский в составе отделения атаковал группу мотоциклистов-автоматчиков, гранатами уничтожил несколько из них и одного взял в плен.
Приказом по войскам 90-й гвардейской дивизии от 23 июля 1944 года гвардии младший сержант Сержпинский Владимир Валерьянович награждён орденом Славы 3-й степени.
5 августа 1944 года у населенного пункта Бикшиан гвардии сержант Сержпинский разведал вражеские огневые точки, захватил в плен 3 и сразил свыше 15 противников. Был представлен к награждению орденом Славы 2-й степени.
В ночь на 31 августа 1944 года близ населенного пункта Цбелены гвардии сержант Сержпинский с группой разведчиков проник в тыл противника и внезапно ворвался в село. Действие группы захвата было столь неожиданным, что противник даже не успел открыть огонь. В этом бою было уничтожено более 30 противников и 3 пулеметные точки, взят контрольный пленный — унтер-офицер. Группа потерь не имела. За умелые действия в руководстве разведвзводом был представлен к награждению орденом Ленина, но командир дивизии изменил статус награды на орден Славы 1-й степени.
Приказом от 11 сентября 1944 года гвардии сержант Сержпинский Владимир Валерьянович награждён орденом Славы 3-й степени.
Пока представление на орден Славы 1-й степени ходило по инстанциям, бои продолжались. О высокой награде командир взвода сержант Сержпинский не узнал. 18 января 1945 года он погиб в бою. Похоронен на воинском кладбище в городе Клайпеда.
Указом Президиума Верховного Совета СССР от 24 марта 1945 года гвардии сержант Сержпинский Владимир Валерьянович награждён орденом Славы 1-й степени. Стал полным кавалером ордена Славы.
Награждён орденами Славы 3-х степеней, двумя медалями «За боевые заслуги».